# Homeland (Fernsehserie)
Homeland ist eine von 2011 bis 2020 ausgestrahlte US-amerikanische Fernsehserie, die Elemente des Psycho- sowie Agententhrillers enthält und aus acht zwölfteiligen Staffeln besteht. Zu ihren Schöpfern gehören Howard Gordon und Alex Gansa, die dafür die israelische Serie Hatufim – In der Hand des Feindes adaptierten. Davor waren sie maßgeblich an der thematisch ähnlichen Thrillerserie 24 beteiligt. Der Serientitel spielt auf das 2001/2002 geschaffene Department of Homeland Security an.
Protagonistin der Serie ist die mit einer bipolaren Störung lebende Geheimagentin Carrie Mathison, die anfangs für den Auslandsgeheimdienst CIA tätig ist und sich in weltweiten Missionen für die Abwehr von Terrorismus einsetzt. Zu den Themen der Serie gehören islamistischer Terrorismus, Schläferzellen, Drohnenangriffe und Informationskriege. Kritiker haben die Auseinandersetzung der Hauptfigur mit dem internationalen Terror gleichnishaft für die Situation der US-Gesellschaft nach den Terroranschlägen vom 11. September 2001 beschrieben.
Die Kritiken für die ersten beiden Staffeln waren überwiegend positiv, oft begeistert. Alex Gansa als Showrunner wurde zugutegehalten, mit der sechsten Staffel auf Negativkritik reagiert zu haben, der zufolge vorherige Staffeln von Islamfeindlichkeit und Rassismus geprägt seien. Während die Serie in den USA zu den erfolgreichsten ihres Senders, dem Bezahlfernsehsender Showtime, gehört, wurde sie bei der deutschen Sendergruppe ProSiebenSat.1 Media zunehmend zu einem Misserfolg. Die Serie erhielt zahlreiche Auszeichnungen, darunter Primetime Emmy Awards und Golden Globe Awards, unter anderem in der Kategorie Beste Dramaserie. Die Episoden der fünften Staffel wurden in Berlin und Umgebung gedreht. Homeland ist damit die erste Serie in der Geschichte des US-Fernsehens, für die eine ganze Staffel in Deutschland gedreht wurde.

## Vorspann
Der etwa anderthalbminütige Vorspann ist eine Collage aus Jump Cuts, Archivmaterial und sich überlagernden Bildern, Einstellungen und Tönen. Es sind markante Bild- und Tonsequenzen aus der Realität, aber auch aus den Episoden enthalten. Zu den Sequenzen im Vorspann der ersten drei Staffeln gehören Terrorwarnungen aus den Medien und von hochrangigen US-Politikern, angefangen bei Ronald Reagan über Bill Clinton bis hin zu Barack Obama, sowie Bilder vom Einsturz des World Trade Centers durch die Terroranschläge vom 11. September 2001. Der Vorspann erzählt die Hintergrundgeschichte der Hauptfigur Carrie Mathison als eine Art von schnellem Traum und macht dabei mit einem Zitat von ihr deutlich, dass sie zwar darin gescheitert sei, jene Terroranschläge zu verhindern, dass sich aber etwas Derartiges nicht wiederholen dürfe:

“I’m just trying to make sure we don’t get hit again… I missed something once and can’t… won’t let it happen again.”

„Ich versuche nur sicherzustellen, dass wir nicht erneut getroffen werden … Ich habe einst etwas versäumt und kann … werde es nicht erneut geschehen lassen.“

Nach der dritten Staffel wird der Vorspann staffelweise variiert, jeweils angepasst an die – der Realität entlehnten – Themen der betreffenden Staffel. Zum Beispiel sind das in der vierten Staffel der Einsatz von US-Drohnen über Pakistan oder Afghanistan und in der fünften Staffel die vom Islamischen Staat ausgehende Gefahr.
Der Vorspann bezieht sich auch auf den griechischen Mythos vom Minotaurus im Labyrinth, das hier als Irrgarten erscheint, in dem sich Carrie und – in den ersten drei Staffeln – ihr Ziel Nicholas Brody befinden. Carrie wird in dem Irrgarten auch als Kind gezeigt, das die Maske des Minotaurus trägt. In der Literatur gibt es unterschiedliche Interpretationen zur Bedeutung dieses Bezugs. Zum Beispiel lässt sich das Labyrinth als Repräsentation von Carries aufgeregtem Geist verstehen, das ihr wegen ihrer bipolaren Störung teils schmerzhafte Streiche spielt. Von einer anderen Rezensentin wurde die Maske als Symbol für Carries Doppelgesichtigkeit gedeutet, die vordergründig eine furchtlose Erwachsene ist, in der sich offensichtlich aber ein verletzliches Kind verbirgt. Carrie wurde von der Mutter verlassen und von einem Vater aufgezogen, der wie sie an einer bipolaren Störung litt.

## Inhalt

### Überblick
Überwiegend aus der Sicht der anfänglichen CIA-Agentin Carrie Mathison und anderer US-amerikanischer Protagonisten erzählt, handelt die Serie von den Bemühungen um den Schutz der Vereinigten Staaten vor terroristischen Angriffen und vor politischer Einflussnahme ausländischer Mächte. Zentrale wiederkehrende Elemente der Handlung sind die Ermittlungen zum Aufdecken von Verschwörungen gegen die USA und zum Enttarnen und Stoppen von feindlichen Agenten. Auch gehört dazu das eigene Einschleusen von Agenten in feindliche Organisationen, verbunden mit entsprechenden verdeckten Ermittlungen und Überwachungsaktionen auch in privaten Lebensbereichen. Es geht um Konflikte zwischen der CIA und Nachrichtendiensten anderer Staaten, darunter dem israelischen Mossad, dem deutschen BND, dem pakistanischen ISI und den russischen Diensten SWR und GRU. Als Feinde erweisen sich Personen teilweise aus diesen Diensten, teilweise aus US-amerikanischen Organisationen, teils aber auch aus islamistischen Vereinigungen wie der al-Qaida, den Taliban oder dem Islamischen Staat.

### Figuren
Carrie Mathison, zu Beginn der Serie etwa zwischen 30 und 40 Jahren alt, ist in den ersten vier Staffeln, mit Unterbrechungen, als Agentin für die CIA tätig. In der ersten Staffel wird deutlich, dass die hohen Ansprüche, die sie an sich und ihre Arbeit hat, und ihre Wut darüber, die Terroranschläge vom 11. September 2001 nicht vorhergesehen oder verhindert zu haben, dafür verantwortlich sind, dass sie sich von ihren Kollegen, Freunden und Familienangehörigen entfremdet hat. Am Ende der vierten Staffel wendet sie sich von der CIA ab und arbeitet fortan für verschiedene, darunter auch gemeinnützige Organisationen und tritt verstärkt als Privatperson auf, wenngleich sie teils auch CIA-Interessen verfolgt. Seit ihrem 22. Lebensjahr weiß sie, dass sie eine bipolare Störung hat. Um die Symptome dieser Krankheit einzudämmen bzw. zu unterdrücken, nimmt sie Medikamente ein, zu denen bis zur siebten Staffel vor allem Clozapin gehört. Sie verbirgt ihre Krankheit vor ihren Vorgesetzten, nur enge Vertraute wissen bzw. erfahren davon. Die Medikamente lässt sie sich von ihrer Schwester Maggie, einer Ärztin, verschreiben. Manchmal kommt es vor, dass berufliche Gegenspieler von ihrer Krankheit erfahren und ihr wichtige Medikamente vorenthalten, um ihr zu schaden. Carrie leidet dann wechselnd an manischen und depressiven Episoden, die sie bei ihrer Arbeit stark behindern.
Wenn es die Situation zu erfordern scheint, lässt Carrie zum Ausspionieren, zum Überwachen oder zum Vertrauensgewinn von Zielpersonen es auch zu, dass diese intime Beziehungen zu ihr aufbauen, oder sie forciert solche Beziehungen selbst. Beispiele dafür sind Carries Beziehungen zu einem pakistanischen Studenten in der vierten Staffel und zu einem mutmaßlichen russischen Agenten in der siebten Staffel. Ein anderes Beispiel ist ihr Verhältnis mit Nicholas Brody in den ersten drei Staffeln, aus dem die Tochter Franny hervorgeht, welche in der Pause zwischen der dritten und vierten Staffel geboren wird. Carrie hat in der Folge anhaltende Schwierigkeiten, ihren Beruf und ihre Krankheit mit der Fürsorge für ihre Tochter zu vereinbaren. Aus diesem Grund lässt sie das Kind oft bei Maggie.
Saul Berenson ist zu Serienbeginn der Leiter der CIA-Abteilung für den Mittleren Osten. Er ist Mentor, Freund und anfangs Vorgesetzter von Carrie, die er für die CIA angeworben hatte, als sie noch Studentin war. Zu Beginn der dritten Staffel leitet er die CIA, gegen Staffelende verlässt er sie und tritt in der vierten Staffel als privater Berater der US-Regierung in nahöstlichen Angelegenheiten auf. Mit Beginn der fünften Staffel ist er wieder für die CIA tätig, nunmehr als Leiter der Abteilung für europäische Angelegenheiten. In den letzten beiden Staffeln übt er das Amt des Nationalen Sicherheitsberaters der Vereinigten Staaten aus. Auch sein Privatleben leidet unter seiner Arbeit, sodass seine Ehe zerbricht. Er und Carrie sind die einzigen Figuren, die in allen Episoden auftreten.
Nicholas Brody ist ein US-Marine-Sergeant, der acht Jahre vor Serienbeginn von irakischen Streitkräften gefangen genommen und danach an den al-Qaida-Kommandanten Abu Nazir verkauft wurde. In dessen Haft wurde er jahrelang gefoltert und psychisch im Sinne Nazirs beeinflusst. Durch einen von US-Seite befohlenen Drohnenangriff, durch den während seiner Gefangenschaft ein befreundeter Junge und Dutzende weiterer Menschen starben, erlitt er ein Trauma. Es ist verantwortlich für seine innere Wandlung hin zu einem Attentäter, der sich an den USA mit einem Anschlag für die erlittenen Schmerzen rächen möchte. Mit einer Posttraumatischen Belastungsstörung kehrt er dorthin und zu seiner Familie zurück, zu der neben seiner Ehefrau Jessica die jugendlichen Kinder Dana und Chris gehören. In der dritten Staffel stirbt er. Aus seiner außerehelichen Beziehung mit Carrie geht seine Tochter Franny hervor, die erst nach seinem Tod geboren wird.
Dar Adal ist ebenfalls ein hochrangiger, schon lange mit Saul Berenson bekannter CIA-Mitarbeiter, der beruflich nicht selten andere Strategien verfolgt als Saul und Carrie. Während er in den frühen Staffeln auf verdeckte Operationen spezialisiert ist und sich auch persönlich stets im Hintergrund hält, steigt er im späteren Verlauf der Serie immer höher in der CIA-Hierarchie auf.
Peter Quinn ist ein CIA-Geheimagent und professioneller Killer, der von der zweiten bis sechsten Staffel zur Handlung gehört und Carrie oft beschützt. Als Waisenkind in einer Pflegefamilie aufgewachsen, wurde er schon als Jugendlicher durch die CIA rekrutiert und – angeleitet von Dar Adal – als SAD-Soldat ausgebildet. Auch wegen dieser Erfahrungen hat er Schwierigkeiten, zwischen persönlichem Glauben und seinen Berufspflichten zu unterscheiden. In der fünften Staffel durch Giftgas schwer verletzt, fällt er in ein Koma. Als Folge davon ist er in der sechsten Staffel physisch und psychisch angeschlagen. Selbstlos rettet er am Staffelende die designierte US-Präsidentin vor dem Tod, wird dabei aber selbst erschossen.

### Handlung

#### Staffel 1
Zu Beginn der ersten Staffel wird der seit 2003 im Irak vermisste und mittlerweile totgeglaubte, kriegsgefangene US-Marinesoldat Nicholas Brody durch eine US-Spezialeinheit befreit und in den USA als Held empfangen. Carrie erhält den Hinweis eines Informanten, demzufolge ein Amerikaner in Gefangenschaft „umgedreht“ – das heißt von der Ideologie und den Absichten der feindlichen Seite überzeugt – worden sei, und nimmt an, dass Nicholas dieser Mann sei, weshalb sie ihn – trotz fehlender Genehmigung – auch in seinem Wohnhaus elektronisch überwacht. Die Staffel dreht sich um die Frage, ob Nicholas tatsächlich ein „Schläfer“ ist, der für den al-Qaida-Terroristen Abu Nazir arbeitet, oder doch ein Held, und in diesem Zusammenhang um Carries Glaubwürdigkeit, die als einzige von ersterem überzeugt ist. In Rückblenden wird deutlich, dass Nicholas über die Zeit seiner Gefangenschaft zunächst nicht die ganze Wahrheit gesagt hat. So erfährt der Zuschauer etwa, dass Nicholas entgegen früheren Behauptungen Nazir kennt und gläubiger Muslim geworden ist. Der Tod von Nazirs Sohn und anderen Kindern bei einem fehlgeleiteten Drohnenangriff, den der US-Vizepräsident Walden angeordnet hat, wird für Nazir zum Anlass, Nicholas in Amerika einen Selbstmordanschlag auf Walden planen zu lassen, den dieser aber letztlich nicht verwirklicht. In einem anderen Handlungsstrang geht es um die Beziehung von Nicholas zu seiner Ehefrau, die sich während seiner Abwesenheit in einen seiner besten Freunde verliebt hat.

#### Staffel 2
Die zweite Staffel spielt sechs Monate nach dem Ende der ersten. Carrie setzt mit Sauls Hilfe die Jagd auf den Terroristenführer Abu Nazir fort. Nicholas ist inzwischen Kongressabgeordneter, den der US-Präsidentschaftskandidat Walden als Kandidaten für die künftige Vizepräsidentschaft gewinnen möchte. Während er insgeheim in Diensten von Nazir und al-Qaida steht, wird er von Carrie und Saul mit Peters Hilfe als Doppelagent angeworben, als welcher er beim Ausspionieren Nazirs und dem Verhindern eines geplanten Terroranschlags hilft. Das Zusammenleben mit ihrem Ehemann wird für Jessica zunehmend schwierig; sie ringt aber darum, ihr Familienleben intakt zu halten. Carrie vereitelt, dass Dana einen von Waldens Sohn verursachten Verkehrsunfall an Walden meldet, um die für Nazir wichtige Nähe von Nicholas zu Walden nicht zu gefährden. Nazir droht Carrie umzubringen und zwingt Nicholas mit diesem Druckmittel, Walden zu töten. Nach dem Mord kann ein SWAT-Team der CIA Nazir töten. Saul steht in einem Konflikt mit CIA-Direktor Estes, der Quinn beauftragt, Nicholas zu töten. Auf die Teilnehmer der Gedenkfeier für Walden verübt die al-Qaida einen Autobombenanschlag, bei dem Estes und Hunderte weitere Menschen sterben und für den die Terrororganisation Nicholas öffentlich die Schuld anhängt. Daraufhin flieht er mit der Hilfe von Carrie, mit der er inzwischen eine sexuelle Beziehung begonnen hat, nach Kanada.

#### Staffel 3
Zu Beginn der dritten Staffel führt Carrie mit Sauls Hilfe eine geheime Operation durch, in deren Rahmen sie vor dem Senatsausschuss bloßgestellt und daraufhin in eine psychiatrische Klinik eingewiesen wird, um den hochdekorierten iranischen Geheimdienstoffizier Majid Javadi zu ködern. Dieser soll in die USA gelockt werden, damit man ihn als Doppelagenten wieder in den Iran schicken kann. Unterdessen hat Carrie Nicholas dabei geholfen, sich nach Venezuela abzusetzen, um nicht wegen des Bombenattentats in Langley belangt werden zu können. Im Hochhaus „Turm des David“ in Caracas erholt er sich von einer Schusswunde. Später reist Saul mit dem auf Brody ausgesetzten Kopfgeld von zehn Millionen US-Dollar nach Caracas, um Nicholas zurückzuholen. Er will Nicholas in den Iran einschleusen, um den Kommandeur der Iranischen Revolutionsgarde, Akbari, zu töten, sodass Javadi dessen Position einnehmen kann. Damit Javadis Chancen zur Beförderung erhöht werden und seine Situation im Iran nicht gefährdet wird, lässt der neue CIA-Direktor Andrew Lockhart auf direkten Befehl des US-Präsidenten den von Saul und Carrie zuvor ersonnenen Fluchtplan aufheben. Zudem lässt er es zu, dass Nicholas für den Mord an Akbari getötet wird. Carrie, mittlerweile von Nicholas schwanger, beobachtet vor Ort, wie er öffentlich gehängt wird.

#### Staffel 4
In der vierten Staffel, deren Hauptschauplatz Islamabad ist, versucht die CIA, den Terroristen, Taliban-Führer und USA-Feind Haissam Haqqani zu ergreifen, während Carrie versucht, den Grund für die Ermordung des bisherigen CIA-Stationsleiters herauszufinden. Mit Quinns Hilfe entdeckt sie, dass führende Mitglieder des pakistanischen Geheimdienstes ISI mit Haqqani kooperieren und dazu auch Informationen nutzen, die ihnen der korrupte Ehemann der US-Botschafterin liefert. Haqqani lässt Saul entführen und erpresst als Gegenleistung für seine Freigabe die Freilassung von fünf Taliban aus US-Gefangenschaft. Zudem infiltriert er, ebenfalls mit ISI-Hilfe, die US-Botschaft in Islamabad, wobei etliche Menschen sterben, und bemächtigt sich dabei zielgemäß einer Liste von Informanten der CIA unter den Taliban. Das Geschehen veranlasst den US-Präsidenten, die diplomatischen Beziehungen mit Pakistan abzubrechen. Sauls Rolle beim folgenden Abkommen der CIA mit Haqqani, bei dem er für seine Zusage, nicht länger Terroristen in Afghanistan Schutz zu bieten, von der Todesliste der CIA genommen wird, belastet Carries Beziehung zu Saul so sehr, dass sie sich von ihm abwendet.

#### Staffel 5
Die fünfte Staffel spielt fast zwei Jahre nach der vierten Staffel und hauptsächlich in Berlin, wo Carrie nunmehr für eine philanthropische Stiftung arbeitet. Beim Einbruch auf CIA-Server gelangen Berliner Hacker unbeabsichtigt an Geheimdokumente, mit denen Carrie als Einzige die Möglichkeit hätte, eine russische Agentin in CIA-Diensten zu enttarnen, und spielen sie der Presse zu. Um die Enttarnung zu vereiteln, lässt der russische Geheimdienst durch ihre Agentin Carries Namen auf eine Todesliste der CIA setzen, die Saul durch Quinn abarbeiten lässt. Quinn jedoch verschont Carrie und hilft ihr, ihren Tod vorzutäuschen. Carrie entdeckt, dass es sich bei der Agentin um die jetzige Berliner CIA-Stationschefin handelt. Diese versucht zunächst, ihren Verrat auf ihren bisherigen Liebhaber Saul abzuwälzen – wodurch es zu Komplikationen zwischen der CIA und dem Mossad kommt – und wird schließlich von der CIA erschossen. Unterdessen lernt Quinn zufällig eine Gruppe Dschihadisten kennen, in die er sich einschleust, um sie auszuspionieren. Die Dschihadisten nutzen ihn als Testperson für die Wirkung des Giftgases Sarin, mit dem sie in Berlin einen Anschlag verüben wollen. Mit der Anschlagsdrohung fordern sie, dass der Islamische Staat offiziell als Staat anerkannt wird. Carrie kann die Freisetzung des Gases im Berliner Hauptbahnhof schließlich vereiteln, Quinn fällt als Folge der Vergiftung in ein Koma.

#### Staffel 6
Die sechste Staffel spielt einige Monate nach der fünften Staffel und in der Zeit zwischen der US-Präsidentschaftswahl und der Amtseinführung der gewählten Präsidentin Elizabeth Keane. Haupthandlungsort ist New York City, wo Carrie nunmehr für eine gemeinnützige Organisation arbeitet, die muslimischen Bürgern juristisch hilft. Im Wesentlichen geht es um eine vom hochrangigen CIA-Mitarbeiter Dar Adal aus politischen Gründen ersonnene Verschwörung des US-Sicherheitsapparats gegen Keane, in deren Rahmen auch einem von Carries Mandanten die Verantwortung für einen Bombenanschlag in Manhattan zugeschoben wird. Zu der Verschwörung gehört auch Dar Adals Einflussnahme auf einen iranischen Generalmajor, der in Dars Sinne gegenüber Keane leugnet, dass der Iran das internationale Nuklearabkommen einhält. Quinn ist mittlerweile aus dem Koma wieder erwacht. Obwohl er körperlich und seelisch noch nicht wieder ganz hergestellt ist, hilft er Carrie beim Aufdecken von Dars Verstrickung in den Bombenanschlag. Dar erkennt, dass ihm die Verschwörung aus dem Ruder läuft, als ein daran beteiligter US-General eigenmächtig einen Mordanschlag auf Keane plant. Quinn vereitelt Keanes Tötung, wird dabei aber selbst erschossen. Neben Dar kommen auch Personen ins Gefängnis, die aus Carries Sicht unschuldig sind, darunter Saul.

#### Staffel 7
Die siebte Staffel spielt hauptsächlich in Carries neuem Wohnort Washington, D.C. und dreht sich zunächst um die Suche nach dem Auftraggeber für den Mord an demjenigen US-General, der für das Attentat auf Präsidentin Keane am Ende der vorangegangenen Staffel verantwortlich war. Im Laufe der Staffel wird deutlich, dass der Auftragsmord nur ein Teil des Plans russischer Agenten war, der zum Ziel hatte, die Regierung Keane zu stürzen. Zu dem Plan gehören auch Versuche, die Meinung der Bürger durch gezielte Publikation von Fake News zu beeinflussen. Dadurch gibt es etwa – auch wegen der Beteiligung eines ultrakonservativen, provokativen Webvideoproduzenten – in Virginia mehrere Tote unter FBI-Agenten und Zivilisten. Carrie kann mit Saul und gemeinsamen Helfern den russischen Plan aufdecken und so die dauerhafte Amtsenthebung Keanes nach dem 25. Zusatzartikel zur Verfassung der Vereinigten Staaten vereiteln. Nichtsdestoweniger tritt Keane von ihrem Amt zurück, da sie sich außerstande sieht, das gespaltene Land zu einen. In einem weiteren Handlungsstrang geht es um Carries private Situation. Da ihre Arbeit sie so in Anspruch nimmt, dass sie sich nicht mehr ausreichend um ihre Tochter kümmern kann, gibt sie das Sorgerecht widerstrebend schließlich an ihre Schwester ab. Berufsbedingt gerät Carrie in russische Haft, in der ihr auch ihre Psychopharmaka verweigert werden. Nach sieben Monaten kommt sie schließlich in psychotischer Verfassung wieder frei.

#### Staffel 8
Zu Beginn der achten Staffel werden die US-Bemühungen um einen Frieden mit den Taliban durch Äußerungen des afghanischen Vizepräsidenten G'ulom ernsthaft gefährdet. Saul als US-Verhandlungsführer lässt Carrie in einer Geheimmission G'ulom umstimmen. Dadurch, aber auch durch die Bereitschaft des Taliban-Anführers Haissam Haqqani, schließen die USA mit den Taliban Frieden. Diesen verkünden die Präsidenten der USA und Afghanistans gemeinsam, ehe sie beim Absturz ihres Hubschraubers in Afghanistan sterben. G'ulom, nunmehr afghanischer Präsident, beschuldigt Haissam, den Hubschrauber abgeschossen zu haben, und lässt ihn deshalb hinrichten, woraufhin sich Haissams Sohn und Kritiker Jalal zum neuen Taliban-Anführer aufschwingt. Gemeinsam mit Yevgeny Gromov, wie schon in der siebten Staffel GRU-Agent, sucht Carrie nach dem Flugschreiber des Hubschraubers. Auch, da Jalal öffentlich die Verantwortung für den Tod der Präsidenten übernommen hat, fordert der neue US-Präsident Hayes, außenpolitisch beraten durch einen Hardliner, von Pakistan Jalals Auslieferung an die USA und droht dabei mit militärischer Intervention. Carries Erkenntnis aus dem Flugschreiber, wonach ein mechanischer Defekt den Absturz verursacht hat, kann offiziell zunächst nicht verwertet werden, da Gromov ihr das Gerät stiehlt. Carrie und Saul erreichen aber, dass Russland die Aufnahme des Flugschreibers veröffentlicht und damit ein drohender Nuklearkrieg zwischen den USA und Pakistan abgewendet wird. Zur Erreichung dieses Ziels ist Carrie aber gezwungen, eine US-Agentin im russischen Regierungsapparat zu enttarnen, Saul zu betrügen und offensichtlich nach Russland überzulaufen. Zwei Jahre später meldet sich Carrie bei Saul, allerdings als seine neue US-Agentin in Moskau.

## Entstehung

### Idee und Stab
Die israelische Fernsehserie Hatufim – In der Hand des Feindes, von 2010 bis 2012 in zwei 12-teiligen Staffeln erschienen, erzählt von drei israelischen Soldaten, die nach ihrer Entführung 17 Jahre lang in palästinensischer Gefangenschaft gehalten werden und von denen zwei mit einer posttraumatischen Belastungsstörung nach Hause zurückkehren. Nachdem die Serie bei ihrem Erscheinen im März 2010 viel Aufmerksamkeit erregt hatte, brachte Howard Gordon, der Executive Producer und Showrunner der US-Fernsehserie 24, seinen Arbeitgeber 20th Century Fox Television noch im selben Monat dazu, die Rechte an Hatufim zu erwerben und jene Serie für eine eigene Fernsehserie zu adaptieren. Gemeinsam mit seinem 24-Kollegen, dem Drehbuchautor Alex Gansa, und dem Hatufim-Schöpfer Gideon Raff schrieb Gordon das Drehbuch zur Pilotepisode einer potentiellen Psychothriller-Fernsehserie namens Homeland. Fernsehproduzent David Nevins bewilligte 2010 die Herstellung der Pilotepisode für Fox 21, die Kabelfernsehen-Sparte von 20th Century Fox Television. Für die Hauptrolle Carrie Mathison waren auch Robin Wright, Maria Bello oder Halle Berry im Gespräch und für die des Nicholas Brody Ryan Phillippe oder Kyle Chandler. Die Pilotepisode wurde nach ihrem Dreh und der Entscheidung, eine 12-teilige erste Staffel zu produzieren, durch eine neue Pilotepisode ersetzt, in der die Rolle der Jessica Brody mit einer anderen Darstellerin besetzt wurde und die Namen der beiden Hauptfiguren Carrie Anderson und Scott Brody in Carrie Mathison bzw. Nicholas Brody geändert wurden.
Die Erstausstrahlung auf dem Kabel- und Bezahlfernsehsender Showtime sollte im Oktober 2011 beginnen. In einem vorausgehenden Presseinterview gegenüber Newsweek im August 2011, knapp vier Monate nach der Tötung des Terroristenführers Osama bin Ladens durch US-Soldaten, grenzte Gansa die neue Serie hinsichtlich ihrer Charakteristika von 24 ab. Darin sagte er, dass 24 ein Actionthriller über Amerikas „muskulöse“ Antwort auf die Terroranschläge vom 11. September 2001 sei, Homeland hingegen als eine „psychologische“ Antwort auf die Frage zu verstehen sei, wo sich das Land nach dem Tod bin Ladens befinde.
Die Funktion des Showrunners, d. h. des kreativ Hauptverantwortlichen, nimmt bei Homeland Gansa wahr. Bei der Zusammenstellung ihres Drehbuchautorenteams zumindest für die erste Staffel hatte es für Gordon und Gansa Priorität, Autoren mit bestimmter Expertise zu engagieren, die zu der geplanten Geschichte passt. Die vier verpflichteten Autoren Henry Bromell, Chip Johannessen, Alex Cary und Meredith Stiehm hatten alle bereits eigene Erfahrung als Showrunner. Johannessen brachte Erfahrung als Showrunner bei Dexter und als Autor ebenfalls bei 24 ein und wurde besonders wegen seines Vorwissens von spannungsgeladenen Actionthriller-Plots engagiert. Romanautor Bromell, Sohn eines ehemaligen CIA-Station-Chiefs von Kairo, Amman und Teheran, leitete einst die Krimiserie Homicide. Der frühere britische Infanterie-Offizier Alex Cary hatte vorher die Fernsehserie Lie to Me verantwortet und wurde bei Homeland dafür zuständig, das Verhalten von Nicholas Brody als Soldat auf Realitätsnähe hin zu prüfen. Stiehm, die einzige Frau im Team und Erschafferin der langjährigen Krimiserie Cold Case – Kein Opfer ist je vergessen, wurde zur Verantwortlichen für die Ausgestaltung der Hauptfigur Carrie Mathison. Dabei half ihr auch die Erfahrung mit ihrer ebenfalls an einer bipolaren Störung leidenden Schwester.

### Konzeption
In Presse-Interviews nannten Gansa und Gordon einige der Werke, die einen Einfluss auf die Konzeption von Homeland gehabt hätten. Darunter befinden sich fiktionale Werke wie der deutsche Spielfilm Das Leben der Anderen (2006), die US-Thriller Das Fenster zum Hof (1954), Die drei Tage des Condor (1975) und Zeuge einer Verschwörung (1974), Graham Greenes Roman Das Herz aller Dinge (1948) und die Romane von John le Carré. Weiterhin nannten sie als Grundlagen für die Serie die Sachbücher CIA: Die ganze Geschichte (2007, von Tim Weiner) und Meine ruhelose Seele der US-Psychologin Kay Redfield Jamison, in dem die Autorin ihren persönlichen Umgang mit der bipolaren Störung beschreibt.
Howard Gordon sagte, dass die Figur Carrie Mathison auf Fox Mulder basiere, einem fiktiven Ermittler in der von ihm miterdachten Fernsehserie Akte X – Die unheimlichen Fälle des FBI, sowie auf Henny Penny. Dies ist der Originaltitel eines europäischen Volksmärchens, welches mehrfach verfilmt wurde, auch unter dem Titel Himmel und Huhn, dessen Titelfigur ein Hühnchen ist, das den baldigen Weltuntergang voraussieht und für Panik sorgt. Die Figur Saul Berenson beschrieb Gordon als Kombination aus den Le-Carré-Figuren George Smiley und Günther Bachmann, der in dem Roman Marionetten vorkommt. Auch bei den Figuren aus Graham Greenes Werken habe man für die Figur Saul Berenson Anleihen genommen.
Die Drehbuchautoren planten ursprünglich, die Figur Nicholas Brody bereits in der ersten Staffel sterben zu lassen, sahen auf Wunsch des Senders Showtime aber davon ab. Für die zweite Staffel planten sie erneut den Tod der Figur, scheiterten jedoch ein zweites Mal am Widerstand von Showtime. Schließlich ließ man die Figur erst in der finalen Episode der dritten Staffel sterben. Jene Episode markierte zudem die Rückkehr von Meredith Stiehm ins Drehbuchautoren- und Produzententeam. Sie hatte den Stab nach der zweiten Staffel zunächst verlassen, um bei der Serie The Bridge – America als Showrunnerin zu fungieren. Als möglichen Grund dafür, dass Stiehm erneut engagiert wurde, nannte die Presse die Proteste von Fans gegen die Entwicklung der Serie.
Bromell gehörte bis zu seinem unerwarteten Tod im März 2013, als die dritte Staffel entstand, zum Drehbuchautoren- und Produzententeam.
In der Regel gehörte es zum Produktionsprozess der Staffeln, dass Produzenten und Schauspieler für etwa eine Woche pro Jahr in Washington, D.C. mit Vertretern der US-Geheimdienste zusammenkamen und sich von diesen über ihre aktuelle Arbeit informieren ließen. Dabei ging es etwa um Themen wie russische Agenten oder Cybersicherheit. Im Rahmen einer dieser Wochen traf 2013 Mandy Patinkin, in der zu der Zeit anstehenden dritten Staffel Darsteller des CIA-Direktors, den realen Amtsinhaber John O. Brennan. Insbesondere in Vorbereitung auf die sechste Staffel ließ sich das Drehbuchautorenteam auch von Michael V. Hayden beraten, einem früheren Direktor der National Security Agency.
Für die Bekanntgabe der Meldung, dass mit Elizabeth Marvel eine Frau die Rolle der Gewählten Präsidentin in der sechsten Staffel spielt, wählten die Erschaffer der Serie bewusst den 27. Juli 2016, weil am Vortag Hillary Clinton durch die Demokratische Partei zur Kandidatin für die US-Präsidentschaftswahl 2016 bestimmt worden war und weil sie von Clintons Wahlsieg ausgingen. Im Folgemonat betonte Gansa, dass die von Marvel dargestellte Figur sowohl Eigenschaften von Hillary Clinton als auch von Bernie Sanders und Donald Trump besitze. In Presseinterviews nach der Wahl, die am 8. November 2016 stattfand, bedauerte Gansa den Sieg Trumps als möglicherweise problematisch für die Glaubhaftigkeit der Serie und dass er den Handlungsverlauf der Staffel beeinflusst habe. Überdies, so Gansa 2018, war Trumps Wahlsieg ausschlaggebend für die Entscheidungen, die siebte Staffel in Washington, D.C. spielen zu lassen, sie als eine Fortsetzung der sechsten Staffel anzulegen und dafür auf den ursprünglichen Plan zu verzichten, die Staffeln 7 und 8 als staffelübergreifenden Serienabschluss zu konzipieren.
Die sechste Staffel, die von der Zeit zwischen der US-Präsidentschaftswahl und der Amtseinführung der neuen US-Präsidentin erzählt, begann erst über drei Monate später als zu der Zeit Ende September oder Anfang Oktober, zu der die vorherigen Staffeln gestartet wurden. Mit diesem, Monate im Voraus geplanten, Starttermin wenige Tage vor der Amtseinführung des realen gewählten Präsidenten Donald Trump im Januar 2017 beabsichtigte man, die fiktive Handlung in die Realität einzubetten.

### Dreharbeiten
Zur Vorbereitung auf die Dreharbeiten der Pilotepisode orientierte man sich an den Thrillern Die drei Tage des Condor und Der Dialog aus den 1970er-Jahren. Als „wichtigsten Prüfstein“ und Orientierungspunkt für die Episode hob der dafür eingesetzte Kameramann Christopher Manley den Film Michael Clayton von 2007 und dessen „naturalistische und dezente Fotografie“ hervor.
Ein Anliegen des Regisseurs und Produzenten Michael Cuesta war es, die Serie realistisch wirken zu lassen. Auf sein Betreiben hin verstärkte man im Laufe der ersten Staffel den Einsatz der Handkamera für das Filmen der Episoden. Damit sollte erreicht werden, dass das Geschehen unmittelbar aus der Perspektive einer Figur geschildert wird und ihre Emotionen betont werden. Cuesta sprach in diesem Zusammenhang in Interviews von einer eher dokumentarisch denn aktionsorientiert ausgerichteten Kameraführung und seiner Absicht, die Serie nicht zu einem Actionthriller, sondern zu einem psychologischen Stück zu machen. Nelson Cragg, in den ersten beiden Staffeln als Kameramann eingesetzt, betonte, dass die Serie unter dem Einfluss von Cuesta und dem Regisseur Clark Johnson „sehr improvisatorisch“ geworden sei.
Lesli Linka Glatter inszenierte als Gastregisseurin in der zweiten Staffel eine Episode, ehe sie ab der dritten Staffel zum festen Regieteam gehörte. Bis zur finalen Staffel führte sie bei 25 Episoden Regie und damit insgesamt so oft wie keine andere Person.

### Drehorte und Schauplätze
| Staffel | Schauplatz         | Drehort                    |
| ------- | ------------------ | -------------------------- |
| 1–3     | Langley (Virginia) | Charlotte (North Carolina) |
| 4       | Pakistan           | Südafrika                  |
| 5       | Berlin             | Berlin, Brandenburg        |
| 6       | New York City      | New York City              |
| 7       | Washington, D.C.   | Virginia                   |
| 8       | Afghanistan        | Marokko                    |

Bei der Entscheidung für die Stadt Charlotte als Drehort für die ersten drei Staffeln waren steuerliche Anreize für die Produzenten mitausschlaggebend. Dort nutzte man leerstehende Tabakfabriken und Lagerhallen für die Aufnahmen.
Einige Male wurde auch in Israel gefilmt: Für die Pilotepisode etwa diente eine arabische Gegend in dem Land für den Schauplatz Bagdad. Dass die ersten beiden Episoden der zweiten Staffel auch in dem Land gedreht werden konnten, war mit Ergebnis des Engagements von Gideon Raff, dem Hatufim-Schöpfer. Für jene Episoden entstanden Szenen in Haifa und Tel Aviv-Jaffa, die in Beirut spielen, in Kooperation mit dem Hatufim-Stab. Auch für die dritte Staffel war Israel als Drehort geplant. Da sich die Sicherheitslage durch den Syrien-Konflikt zuspitzte, wurden die Dreharbeiten jedoch nach Marokko verlegt.
Die vierte Staffel drehte man im südafrikanischen Kapstadt, während die Geschichten hauptsächlich in der pakistanischen Hauptstadt Islamabad spielen.

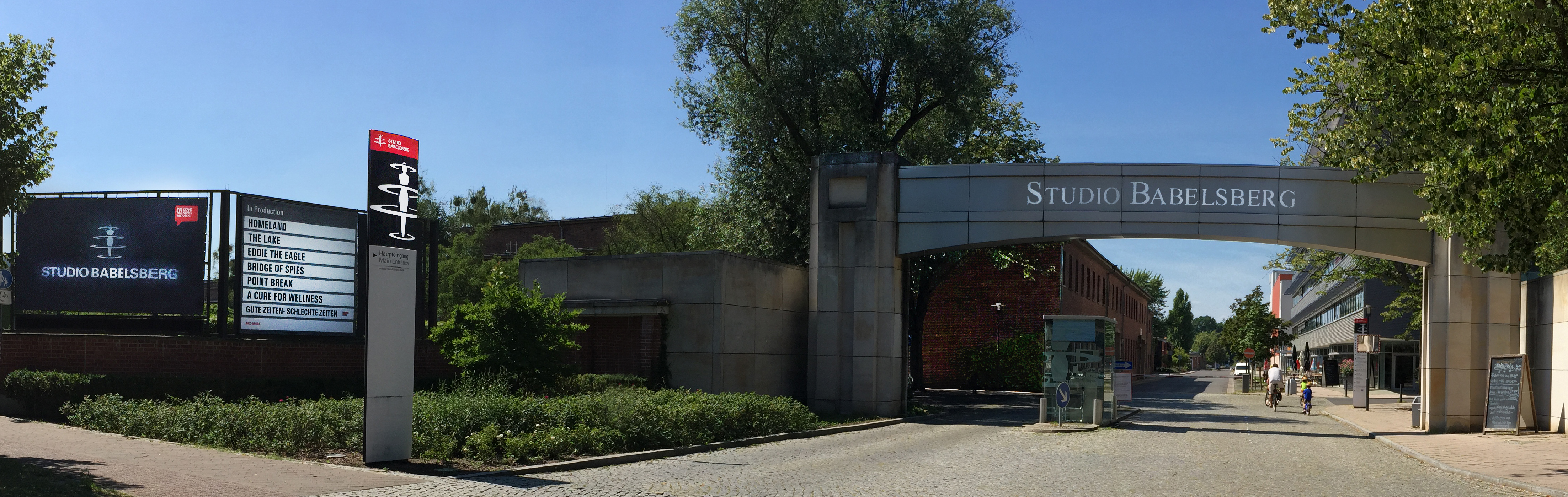
Der Eingang zum Potsdamer Studio Babelsberg mit der Information über die Produktion von Homeland

Die fünfte Staffel drehte man hauptsächlich im Potsdamer Filmstudio Babelsberg und in Berlin und Umgebung. Einem Zeitungsartikel zufolge hatten sich die Produzenten bei der Wahl für die Region auch gegen den kroatischen Mitbewerber Zagreb entschieden. Damit wurde Homeland zur ersten US-Fernsehserie überhaupt, von der eine ganze Staffel in Deutschland gefilmt wurde. Die Dreharbeiten dauerten von Juni bis November 2015 und fanden an etwa 100 Orten in Berlin und Brandenburg statt, darunter am Flughafen Berlin Brandenburg, in Nauen, am Berliner Hauptbahnhof, am Roten Rathaus und am Kurfürstendamm. Das Medienboard Berlin-Brandenburg bezuschusste die Produktion der Staffel, die mit Gesamtkosten von über 40 Millionen Euro teurer als die vier vorherigen war, mit einer Million Euro. Deutsche Politiker, darunter Berlins Bürgermeister Michael Müller, hoben bei ihren Besuchen des Stabs in Babelsberg die wirtschaftliche Bedeutung der Dreharbeiten für die Region hervor. Deutsche Medien begleiteten die Dreharbeiten mit gegenüber den anderen Staffeln verstärkter Berichterstattung.

## Besetzung und Synchronisation
Das Hauptdarstellerensemble besteht überwiegend aus US-amerikanischen Schauspielern, darunter Claire Danes und Mandy Patinkin. Zum Beispiel mit Damian Lewis und Rupert Friend enthält es aber auch einige Briten in tragenden Rollen. Vor allem in der fünften Staffel wirkten auch Schauspieler aus Deutschland mit, in Hauptrollen waren dies Sebastian Koch und Alexander Fehling, in Nebenrollen Nina Hoss und Martin Wuttke. Die Rolle der Jessica Brody war in der ursprünglichen, unveröffentlichten Pilotepisode noch mit der Schottin Laura Fraser besetzt. Danach ersetzte man Fraser durch die Brasilianerin Morena Baccarin.
Die deutsche Synchronfassung stellte die Cinephon Filmproduktions GmbH in Berlin her. Verantwortlich für Dialogbuch und Dialogregie war Stephan Hoffmann.

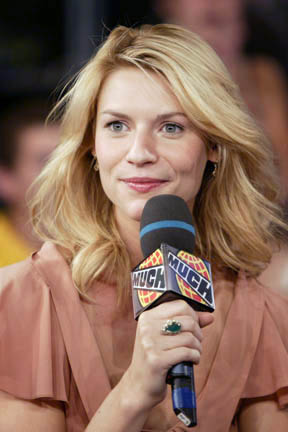
Claire Danes (2007), Darstellerin der Carrie Mathison
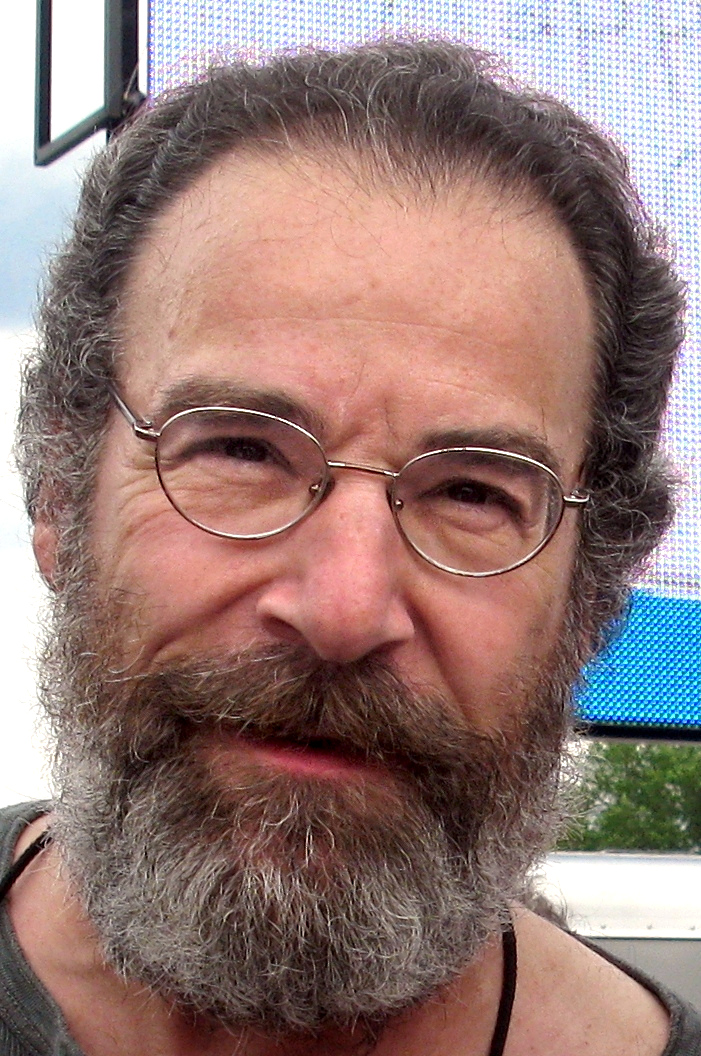
Mandy Patinkin (2008), Darsteller des Saul Berenson
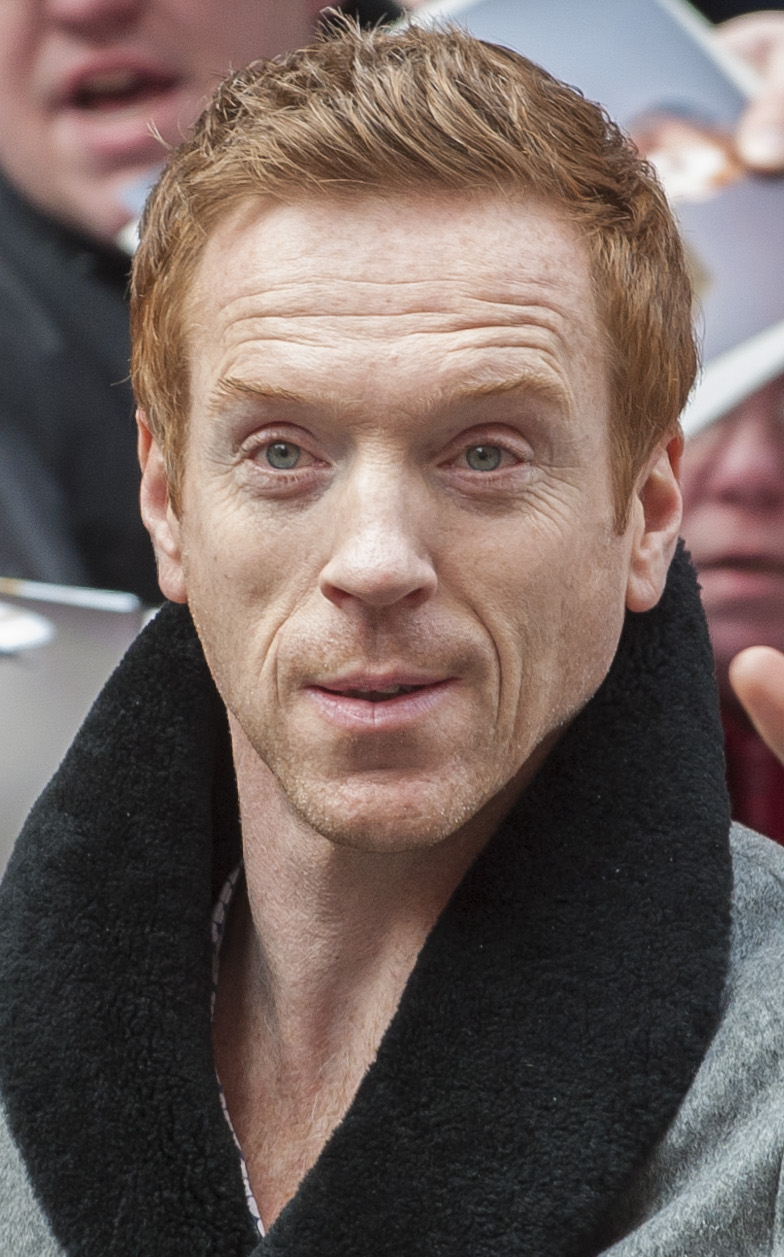
Damian Lewis (2015), Darsteller des Nicholas Brody
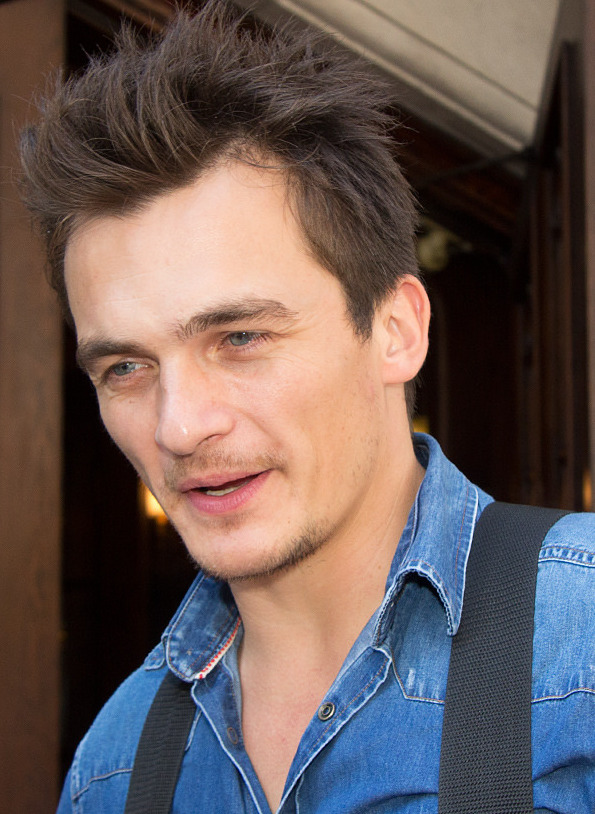
Rupert Friend (2013), Darsteller des Peter Quinn
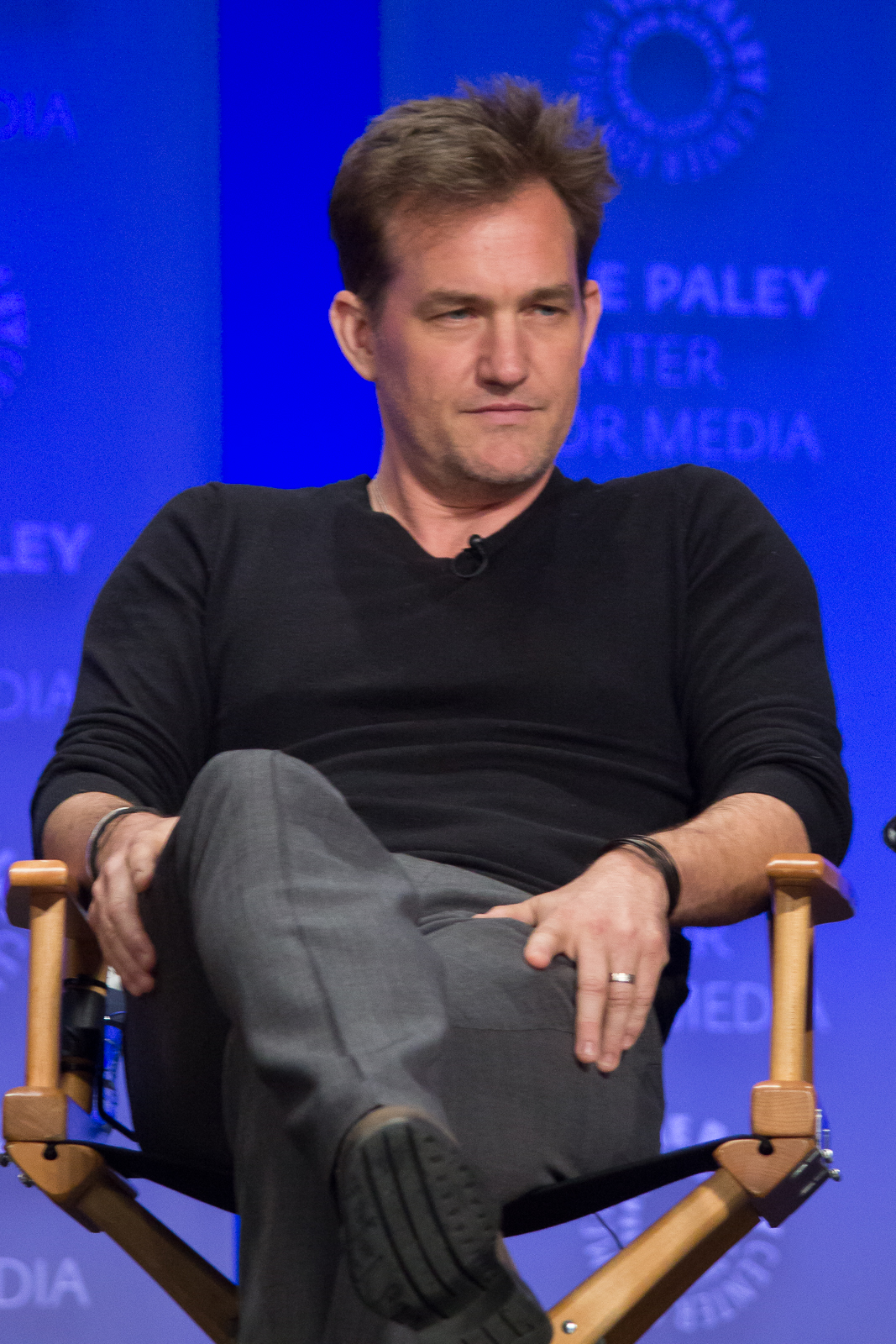
Maury Sterling (2015), Darsteller des Max Piotrowski

Die Tabelle nennt die Schauspieler, ihre Rollennamen, ihre Zugehörigkeit zur Hauptbesetzung (●) bzw. zu den Neben- und Gastdarstellern (•) je Staffel, die Anzahl der Episoden mit Auftritten und die deutschen Synchronsprecher.
|                   |                   | Staffel | Staffel | Staffel | Staffel | Staffel | Staffel | Staffel | Staffel |     |                      |
| Schauspieler      | Rollenname        | 1       | 2       | 3       | 4       | 5       | 6       | 7       | 8       | Ep. | Synchronsprecher     |
| ----------------- | ----------------- | ------- | ------- | ------- | ------- | ------- | ------- | ------- | ------- | --- | -------------------- |
| Claire Danes      | Carrie Mathison   | ●       | ●       | ●       | ●       | ●       | ●       | ●       | ●       | 96  | Nana Spier           |
| Damian Lewis      | Nicholas Brody    | ●       | ●       | ●       | •       |         |         |         |         | 37  | Torben Liebrecht     |
| Morena Baccarin   | Jessica Brody     | ●       | ●       | ●       |         |         |         |         |         | 30  | Melanie Hinze        |
| Jackson Pace      | Chris Brody       | ●       | ●       | ●       |         |         |         |         |         | 30  | Simon Dirks          |
| Morgan Saylor     | Dana Brody        | ●       | ●       | ●       |         |         |         |         |         | 33  | Jodie Blank          |
| Mandy Patinkin    | Saul Berenson     | ●       | ●       | ●       | ●       | ●       | ●       | ●       | ●       | 96  | Erich Räuker         |
| Diego Klattenhoff | Mike Faber        | ●       | ●       | •       |         |         |         |         |         | 25  | Peter Lontzek        |
| David Harewood    | David Estes       | ●       | ●       |         |         |         |         |         |         | 24  | Ingo Albrecht        |
| David Marciano    | Virgil Piotrowski | •       | ●       | •       |         |         |         |         |         | 22  | Joachim Tennstedt    |
| Navid Negahban    | Abu Nazir         | •       | ●       | •       |         |         |         |         |         | 20  | Tayfun Bademsoy      |
| Jamey Sheridan    | William Walden    | •       | ●       |         |         |         |         |         |         | 17  | Stephan Hoffmann     |
| Sarita Choudhury  | Mira Berenson     | •       | •       | ●       | •       |         | •       |         |         | 20  | Bettina Weiß         |
| F. Murray Abraham | Dar Adal          |         | •       | ●       | •       | ●       | ●       | •       |         | 43  | Reinhard Kuhnert     |
| Tracy Letts       | Andrew Lockhart   |         |         | ●       | ●       |         |         |         |         | 24  | Frank-Otto Schenk    |
| Rupert Friend     | Peter Quinn       |         | •       | ●       | ●       | ●       | ●       |         |         | 58  | Kim Hasper           |
| Nazanin Boniadi   | Fara Sherazi      |         |         | •       | ●       |         |         |         |         | 16  | Ilona Brokowski      |
| Laila Robins      | Martha Boyd       |         |         |         | ●       |         |         |         |         | 12  | Denise Gorzelanny    |
| Nina Hoss         | Astrid            |         |         |         | •       | ●       | •       |         |         | 13  | Nina Hoss            |
| Miranda Otto      | Allison Carr      |         |         |         |         | ●       |         |         |         | 12  | Katrin Zimmermann    |
| Sebastian Koch    | Otto Düring       |         |         |         |         | ●       | •       |         |         | 12  | Sebastian Koch       |
| Alexander Fehling | Jonas Hollander   |         |         |         |         | ●       |         |         |         | 12  | Alexander Fehling    |
| Sarah Sokolovic   | Laura Sutton      |         |         |         |         | ●       |         |         |         | 12  | Dascha Lehmann       |
| Elizabeth Marvel  | Elizabeth Keane   |         |         |         |         |         | ●       | ●       |         | 24  | Sabine Falkenberg    |
| Maury Sterling    | Max Piotrowski    | •       | •       | •       | •       |         | •       | ●       | ●       | 45  | Rainer Fritzsche     |
| Linus Roache      | David Wellington  |         |         |         |         |         | •       | ●       | ●       | 23  | Norman Matt          |
| Jake Weber        | Brett O’Keefe     |         |         |         |         |         | •       | ●       |         | 11  | Peter Flechtner      |
| Morgan Spector    | Dante Allen       |         |         |         |         |         |         | ●       |         | 09  | Matthias Deutelmoser |
| Costa Ronin       | Yevgeny Gromov    |         |         |         |         |         |         | •       | ●       | 17  | Dennis Schmidt-Foß   |
| Nimrat Kaur       | Tasneem Qureshi   |         |         |         | •       |         |         |         | ●       | 18  | Nadja Schönfeldt     |
| Numan Acar        | Haissam Haqqani   |         |         |         | •       |         |         |         | ●       | 14  | Numan Acar           |

## Fernsehausstrahlung

### Vereinigte Staaten
| Staffel | Zeitraum                      | Reichweite |
| ------- | ----------------------------- | ---------- |
| 1       | 2. Okt. 2011 – 18. Dez. 2011  | 1,25 Mio.  |
| 2       | 30. Sep. 2012 – 16. Dez. 2012 | 1,92 Mio.  |
| 3       | 29. Sep. 2013 – 15. Dez. 2013 | 1,95 Mio.  |
| 4       | 5. Okt. 2014 – 21. Dez. 2014  | 1,65 Mio.  |
| 5       | 4. Okt. 2015 – 20. Dez. 2015  | 1,53 Mio.  |
| 6       | 15. Jan. 2017 – 9. Apr. 2017  | 1,28 Mio.  |
| 7       | 11. Feb. 2018 – 29. Apr. 2018 | 1,23 Mio.  |
| 8       | 9. Feb. 2020 – 26. Apr. 2020  | 0,83 Mio.  |

Die Uraufführung der ersten Episode erfolgte am 2. Oktober 2011 im Hauptabendprogramm des Bezahlfernseh- und Kabelsenders Showtime. Dabei erreichte sie 1,1 Millionen Zuschauer und verbuchte den besten Serienstart auf Showtime seit der Serie Dexter im Jahr 2006. Die erste Staffel erzielte eine durchschnittliche Reichweite von 1,25 Millionen Zuschauern.
Die durchschnittlichen Reichweiten der Fernseherstausstrahlungen der ersten sieben Staffeln bewegten sich stets zwischen ein und zwei Millionen, wobei die zweite und dritte Staffel mit annähernd zwei Millionen Zuschauern die höchsten Reichweiten hatten. Homeland war oft die zuschauerträchtigste Dramaserie des Senders Showtime, auch noch in der siebten Staffel. Der Status von Homeland als höchstbewertete neue Serie stellte in ihren Anfangsjahren für Showtime einen bedeutenden künstlerischen und kommerziellen Erfolg dar, auch weil er dazu beitrug, die langjährige Dominanz von HBO im Bereich hochwertiger Fernsehproduktionen zu beenden.
Bis zur fünften Staffel begann Showtime die Erstausstrahlung stets Ende September oder Anfang Oktober eines Jahres. Ebenfalls bis zu jener Staffel gab Showtime die Verlängerung der Serie um eine Folgestaffel jeweils wenige Wochen nach dem Sendebeginn der aktuell ausgestrahlten Staffel bekannt. Hingegen kündigte der Sender die Produktion der Staffeln 7 und 8 schon vor dem Sendebeginn der sechsten Staffel an, im August 2016. Den Abschluss der Serie nach der achten Staffel kündigte Hauptdarstellerin Claire Danes im April 2018 an und bestätigte Showtime im August desselben Jahres. Als Erscheinungstermin für die achte Staffel hatte Showtime zunächst den Juni 2019 angekündigt, verschob ihn dann aber produktionsbedingt auf den 9. Februar 2020.

### Deutschland, Österreich, Schweiz
Im März 2012 wurde bekannt, dass sich ProSiebenSat.1 Media die deutschen Ausstrahlungsrechte für die Serie gesichert hat. Die Sendergruppe begann erst ein knappes Jahr danach, am 3. Februar 2013, mit der deutschsprachigen Erstausstrahlung und bewarb Homeland dabei auch als „die beste Serie der Welt“. Sie erfolgte beim Sender Sat.1, der die ersten drei Staffeln in wöchentlichem Rhythmus, teilweise in Doppelepisoden, Sonntags ab 22:15 Uhr bzw. 23:15 Uhr zeigte. Mit den Einschaltquoten war Sat.1 anfangs überaus zufrieden. So erreichte die erste Staffel durchschnittlich knapp zwei Millionen Zuschauer und – in der werberelevanten Zielgruppe der 14- bis 49-Jährigen – teilweise Marktanteile von mehr als 18 Prozent, die über dem Durchschnitt des Senders lagen. In den folgenden beiden Staffeln entwickelten sich die Einschaltquoten für Homeland bei Sat.1 aber rückläufig, die dritte Staffel etwa erzielte eine durchschnittliche Reichweite von nur noch knapp einer Million Zuschauern. Aus dem Grund übertrug man die Erstausstrahlung der vierten Staffel an den innerhalb der Sendergruppe kleineren Sender Kabel eins, der sie an vier Freitagabenden im Juli 2015 und aufgeteilt in jeweils drei Episoden zeigte. Die Quoten waren jedoch auch dort niedrig und sinkend, beim zweiten Dreierblock etwa lag der Marktanteil in der Zielgruppe nur bei drei Prozent.
In der Hoffnung auf größeres Zuschauerinteresse wegen Berlin als Haupthandlungsort übernahm die Erstausstrahlung der fünften Staffel wieder Sat.1. Sie war im Frühjahr 2016 Sonntags gegen 23:05 Uhr in Doppelfolgen zu sehen. Die Hoffnungen des Senders erfüllten sich allerdings nicht, denn mit Marktanteilen von teilweise 5 bzw. 4 Prozent (in der Gruppe der Ab-2-Jährigen bzw. der 14-49-Jährigen) war die Staffel ein Misserfolg. Die Staffeln 6 und 7 sendete der zu ProSiebenSat.1 Media gehörende Bezahlfernsehkanal Sat.1 emotions Freitags in den Sommermonaten 2017 und 2018. Gründe für den abermaligen Senderwechsel sowie Einschaltquoten für diese Staffeln sind nicht überliefert. Im März und April 2021 sendete Sat.1 Emotions auch die achte Staffel als deutsche Erstausstrahlung. Der schweizerische Privatsender Puls 8 hatte mit der Ausstrahlung dieser Staffel allerdings schon einen Tag früher als Sat.1 emotions begonnen, auch dadurch waren an der deutschsprachigen Erstausstrahlung der Staffel diese beiden Sender beteiligt.
| Staffel | Zeitraum                      | Sender         | Sendeplatz                                                    | Reich- weite  | Markt- anteil |
| ------- | ----------------------------- | -------------- | ------------------------------------------------------------- | ------------- | ------------- |
| 1       | 3. Feb. 2013 – 21. Apr. 2013  | Sat.1          | Sonntags 23:15                                                | 1,76 Mio.     | 11,6 %        |
| 2       | 29. Sep. 2013 – 3. Nov. 2013  | Sat.1          | Sonntags 22:15 (je 2 Ep.)                                     | 1,23 Mio.     | 06,9 %        |
| 3       | 9. März 2014 – 1. Jun. 2014   | Sat.1          | Sonntags 23:15                                                | 0,98 Mio.     | 07,1 %        |
| 4       | 10. Juli 2015 – 31. Jul. 2015 | Kabel eins     | Freitags (je 3 Ep.) 20:15 (bis 17. Juli), 22:15 (ab 24. Juli) | ca. 0,40 Mio. |               |
| 5       | 3. Apr. 2016 – 8. Mai 2016    | Sat.1          | Sonntags 23:05 (je 2 Ep.)                                     | 0,64 Mio.     | 05,6 %        |
| 6       | 7. Juli 2017 – 11. Aug. 2017  | Sat.1 emotions | Freitags ca. 22:00 (je 2 Ep.)                                 |               |               |
| 7       | 15. Juni 2018 – 20. Jul. 2018 | Sat.1 emotions | Freitags 21:40 (je 2 Ep.)                                     |               |               |
| 8       | 11. März 2021 – 27. Mai 2021  | Puls 8         | Donnerstags 21:50                                             |               |               |
| 8       | 12. März 2021 – 17. Apr. 2021 | Sat.1 emotions | Freitags ca. 23:50 (je 2 Ep.)                                 |               |               |

Die Freiwillige Selbstkontrolle der Filmwirtschaft gab die Homeland-Episoden teilweise für Zuschauer ab 12 Jahren frei, teilweise für solche ab 16 Jahren.
In schweizerischen und österreichischen Sendern waren nur die ersten beiden Staffeln zu sehen, und zwar stets im Spätabend- bzw. Nachtprogramm. Der Schweizer öffentlich-rechtliche Sender SRF zwei strahlte die Episoden mit einem Versatz von einem Tag bis zu wenigen Wochen nach der Sat.1-Ausstrahlung aus und zeigte dabei zumindest die zweite Staffel im deutsch-englischen Zweikanalton. Der österreichische Privatsender Puls 4, ebenfalls zur ProSieben Sat.1 Media AG gehörend, sendete die Staffeln etwa ein halbes Jahr später als Sat.1. Gründe dafür, warum die Serie nach der zweiten Staffel auf österreichischen und schweizerischen Sendern nicht mehr ausgestrahlt wurde, sind nicht überliefert.
| Staffel | Schweiz (SRF zwei)            | Österreich (Puls 4)          |
| ------- | ----------------------------- | ---------------------------- |
| 1       | 7. Feb. 2013 – 25. Apr. 2013  | 7. Aug. 2013 – 11. Aug. 2013 |
| 2       | 30. Sep. 2013 – 16. Dez. 2013 | 14. März 2014 – 5. Apr. 2014 |

## Veröffentlichung in anderen Medien
| Staffel | USA           | D-A-CH        |
| ------- | ------------- | ------------- |
| 1       | 28. Aug. 2012 | 28. Juni 2013 |
| 2       | 10. Sep. 2013 | 6. Dez. 2013  |
| 3       | 9. Sep. 2014  | 19. Sep. 2014 |
| 4       | 8. Sep. 2015  | 5. Nov. 2015  |
| 5       | 10. Jan. 2017 | 14. Juli 2016 |
| 6       | 6. Feb. 2018  | 9. Nov. 2017  |
| 7       | 13. Aug. 2019 | 22. Nov. 2018 |

Plattformübergreifend und unter Einbeziehung anderer Fernsehkonsum-Arten, darunter Festplattenrekordern, lag die durchschnittliche Reichweite je Staffel im Erstveröffentlichungszeitraum in den USA deutlich höher als die Reichweite der Fernsehausstrahlung. Zum Beispiel betrug sie in der vierten Staffel über sechs Millionen Zuschauer und in der siebten Staffel etwa 4,9 Millionen.
Noch vor der deutschen Erstausstrahlung, im März 2012, war die Serie Teil des Programms beim Festival Großes Fernsehen in Köln.
In deutscher Synchronfassung erschien die Serie auch bei den Video-on-Demand-Anbietern und Online-Videotheken Amazon Prime Video, iTunes und Maxdome. Bei dem zumindest damals ebenfalls zur ProSiebenSat.1 Media gehörenden Dienst Maxdome stand die Serie 2013 an zweiter Stelle unter den am häufigsten abgerufenen Inhalten.

## Beurteilung und Analyse

### Allgemeine Kritik
| Staffel | Rotten Tomatoes | Metacritic |
| ------- | --------------- | ---------- |
| 1       | 100             | 92         |
| 2       | 93              | 96         |
| 3       | 80              | 77         |
| 4       | 81              | 74         |
| 5       | 88              | 76         |
| 6       | 78              | 68         |
| 7       | 80              | 65         |
| 8       | 85              | 71         |

Die ersten beiden Staffeln erfuhren unter Kritikern den höchsten Zuspruch. Das zeigt sich auch an den Auswertungen von Kritiken aus überwiegend englischsprachigen Medien durch die Aggregatoren Rotten Tomatoes und Metacritic mit Zustimmungswerten von über 90 Prozent (Stand: 1. Januar 2020). Die Kritiker, darunter auch die aus dem deutschsprachigen Raum, feierten die Serie teilweise als die beste neue Serie des Herbstes 2011 oder als derzeit beste US-Serie überhaupt. Sie äußerten sich, bezogen auf die beiden ersten Staffeln, besonders begeistert über die von den beiden Hauptfiguren ausgehende Spannung, die wesentlich durch Carries emotionale Fragilität und Nicholas’ kriegsbedingte, geistige Gebrochenheit entstehe, aber auch durch beider intime Beziehung zueinander. Die beiden Hauptfiguren seien exzellent besetzt und von den Schauspielern überzeugend verkörpert.
Etliche Kritiker, darunter auch der damalige US-Präsident Barack Obama, lobten die Serie dafür, dass ihre Figuren nicht einfach schwarz und weiß, sondern kompliziert und vielschichtig gezeichnet seien. Ähnliches betonten sie in Bezug auf die erzählte Geschichte. Im Gegensatz zu 24 seien die Fronten in Homeland nicht so klar in gute Agenten und böse Terroristen geteilt, denn – so begründete es etwa Stefan Kuzmany bei Spiegel online – auch die Ermittler agierten „schmutzig“ und selbst der Chefterrorist trage „die weichen Gesichtszüge eines Humanisten, der den Terror als Notwehr begreift.“ Als einen wesentlichen, positiven Kritikpunkt führten Kritiker die Art und Weise an, mit der die Serie von der Zeit nach den Terroranschlägen vom 11. September 2001 erzähle. Habe 24 die Angst und Paranoia der im Krieg gegen den Terrorismus befindlichen Vereinigten Staaten noch selbst verkörpert und sogar ausgenutzt, so sei der Ansatz von Homeland – zum Beispiel nach Ansicht der Kritikerin in der Los Angeles Times – direkter und universeller, da hier das Muster der physischen, psychologischen und moralischen, durch den Krieg verursachten Zusammenbrüche aufgezeigt werde. In der Schweizer Weltwoche hieß es lobend, dass die Serie im Unterschied zu 24 „eine sehr viel informiertere und selbstkritischere Betrachtung der Folgen von 9/11 ohne blinden Haudrauf-Patriotismus“ sei.
Auf Ablehnung stieß hingegen die Darstellung des US-amerikanischen Sicherheitsapparates. Barack Obama sprach diesbetreffend von „Überdramatisierung“, der Autor der britischen Zeitschrift Prospect befand sie als „albern“.
Mit der dritten Staffel war kaum noch ein Kritiker zufrieden. Jürgen Schmieder etwa meinte bei Sueddeutsche.de, dass sie sich zu sehr auf die Beziehung zwischen Carrie und Nicholas konzentriert habe. Der Journalist Bill Wyman kritisierte im New Yorker, dass die langen, ermüdenden Handlungsstränge wie die Inhaftierung und Drogenabhängigkeit von Nicholas in Venezuela und die Geschehnisse um seine Tochter Dana buchstäblich nirgendwohin führten.
Die folgenden Staffeln erhielten von Kritikern weniger Aufmerksamkeit. Teilweise bedauerten sie, dass Rupert Friend die von Damien Lewis hinterlassene Lücke in der Serie nicht zu füllen vermocht habe. Zuspruch gab es allerdings mit Blick auf die Qualität der Drehbücher und die Attraktivität der Charaktere (zum Beispiel bei Spiegel online zur vierten Staffel) sowie hinsichtlich des Unterhaltungswertes: „Spannend, gut gemacht“ hieß es dazu vom Tagesspiegel über die fünfte Staffel.
An der sechsten Staffel beanstandeten etliche Kritiker, dass Showrunner Alex Gansa offensichtlich darin gescheitert sei, die Serie an die Ära von Donald Trump anzupassen, da er sich mit einer Frau als US-Präsidentin „verwählt“ habe. Als unrealistisch befanden manche das Attentat auf die gewählte US-Präsidentin durch Mitglieder des nationalen Sicherheitsapparats. Die Kritikerin in der Zeitschrift The Atlantic beurteilte die Mordverschwörung als „schamlos paranoid“ und hob den diesbetreffenden Widerspruch zu Gansas medial häufig geäußertem Anspruch hervor, die Serie sei in der Realität verwurzelt.

### Vergleich mitHatufim
Die Figur Carrie Mathison hat in Hatufim keine Entsprechung. Die Figur Nicholas Brody hingegen lässt sich als Kombination der Charaktere der drei Soldaten Nimrod, Uri und Amiel aus Hatufim verstehen. Die erste Staffel der israelischen Serie behandelt die Rückkehr von Nimrod und Uri aus ihrer Gefangenschaft nach Hause und ihre Schwierigkeiten, sich an die für sie neuen Lebensumstände zu gewöhnen. In der zweiten Staffel geht es um den totgeglaubten Amiel, der während seiner Gefangenschaft zum Feind übergelaufen ist. Die Handlung von Homeland setzt im Wesentlichen an einem Punkt an, an den Hatufim erst in der zweiten Staffel gelangt. Mehrere Elemente von Hatufim sind in Homeland verdichtet. Während bei Hatufim die Traumata der Heimkehrer und ihrer Familien sowie deren Versuche, damit umzugehen, im Vordergrund stehen, konzentriert sich Homeland auf das Leben der Ermittlerin sowie auf die Beziehung zwischen der Welt vor den Terroranschlägen am 11. September 2001 und dessen Nachwirkungen, zwischen den Vereinigten Staaten im Westen auf der einen Seite und den östlichen Ländern Irak, Iran und Afghanistan andererseits. Während Hatufim auf die Stabilität des israelischen Staates konzentriert ist, hebt Homeland die institutionelle Fragilität der USA hervor.

### Reaktion auf den 11. September 2001
Die Terroranschläge vom 11. September 2001 führten in der US-Bevölkerung zu Verunsicherung und zur Angst davor, erneut terroristisch angegriffen zu werden. Von der US-Regierung wurden daraufhin Terror-Abwehrmaßnahmen eingeleitet, darunter etwa das Überwachungsprogramm PRISM. Der Serie Homeland wird zugeschrieben, diese gesellschaftliche Stimmung beziehungsweise politische Kultur zu reflektieren. Die beiden Hauptfiguren, Carrie Mathison und Nicholas Brody, werden als sinnbildlich für diese Reflexion angesehen. So sind die Handlungen beider Protagonisten wesentlich von früheren Angsterfahrungen bestimmt. Es sind dies bei Nicholas seine Kriegsgefangenschaft, die ihn psychisch und emotional in hohem Maße gezeichnet hat, und bei Carrie ihre schon im Vorspann genannte, eigene Aussage, für das Nichtverhindern der Terroranschläge vom 11. September 2001 mitverantwortlich zu sein und Ähnliches künftig verhindern zu wollen. Die Psychen der beiden Figuren seien, so der Medienwissenschaftler Lars Koch 2013, „symbolische Verdichtungen der Läsionen der politischen Kultur der USA“. Carries Angst äußert sich krankheitsbedingt auch in ihrer Schizophrenie, ihrem hysterischen, fahrigen, verletzlichen und psychisch labilen Verhalten. Dass Carrie den Feind in der ersten Staffel „schon in den eigenen Reihen und in einer amerikanischen Uniform“ sieht, wurde als Reflexion des Politischen verstanden. Carrie werde, drückte es die Literaturwissenschaftlerin Daniela Otto 2013 aus, „mit ihrer psychischen Krankheit zum pars pro toto für eine Nation, die den Terror überall sieht und den Feind überall vermutet – auch jenseits der Vernunft.“ Die Serie, so Otto, inszeniere „den Krieg gegen den Terror als hochgradig pathologisches, ja paranoides Phänomen.“
Homeland wird gemeinsam mit Serien wie Rubicon und Person of Interest einer Strömung von vergleichsweise neuen US-Fernsehserien zugerechnet, „die sich mit traumatisierten Individuen und einer Analyse des Heimatlandes befassen und von Verschwörungsgeschichten erzählen, die Ursachen, Aufwand und Konsequenzen amerikanischer, militaristischer Maßnahmen“ im Nachgang der Terroranschläge vom 11. September 2001 neu zu bewerten versuchen. Die Strömung wird abgegrenzt von ideologisch konservativen, von Rache getriebenen Antiterror-Thrillern wie 24 und von Science-Fiction- und Mystery-Serien wie Lost und Battlestar Galactica. Homeland markiere, so Koch 2013, „gegenüber den popkulturellen Terrornarrativen der letzten zehn Jahre […] einen neuen Einsatz, weil hier mehr und mehr die mit Angstlust besetzte Gewalt-Aktion in den Hintergrund und im Gegenzug das emotionale Profil der Akteure in den Vordergrund tritt.“

### Darstellung psychisch erkrankter Menschen
Die Darstellung psychisch erkrankter Menschen im Allgemeinen und Carries bipolarer Störung im Speziellen wurde kontrovers beurteilt. Lob gab es unter anderem von US-Gesundheitseinrichtungen. Eine Repräsentantin der National Alliance on Mental Illness etwa lobte die Darstellung von Menschen mit psychischer Erkrankung 2014 als geprägt von „Mitgefühl, Klarheit und Verantwortlichkeit“. Auch von Personen mit bipolarer Störung gab es Zuspruch. Zum Beispiel kommentierte eine von der Krankheit Betroffene 2014 im britischen Guardian, dass Claire Danes’ Darstellung „akkurat und erfrischend“ sei, auch mit Blick auf die negativen Aspekte manischer Phasen wie Promiskuität und die Entfremdung von Freunden. Zudem widersprach sie der Auffassung, die Darstellung sei sensationalistisch. Nicht so überzeugt von Danes’ Porträtierung gab sich 2013 ein von der Krankheit Betroffener im US-Magazin GQ – Gentlemen’s Quarterly: Wenn das Gehirn fehlzündet, sei dies in einer Weise differenziert, die Carrie nicht vermittele; Carrie sei dann „bemerkenswert ruhig“.
Kritik richtete sich gegen den von der Serie erzeugten Eindruck, Menschen mit bipolarer Störung besäßen einen Super-Sinn oder ein größeres Genie, das nur dann seine maximale Schärfe erreiche, wenn sie nicht unter medikamentösem Einfluss stünden. Eine entsprechende Auffassung vertrat etwa die britische Kulturwissenschaftlerin Rebecca Beirne 2018 in einem Zeitschrifteninterview: Homeland stelle fälschlicherweise geistige Gesundheit als durch eine Art übernatürlicher Intuition geprägt dar, die auf Terrorismus oder die Ergreifung von Terroristen ausgerichtet sei.
Im Fachmagazin Social Semiotics beurteilte die Soziologin Meron Wondemaghen 2019 die Darstellung von Carrie Mathison auf der Grundlage von per Framing gewonnenen Untersuchungsergebnissen und kam darin zu der Auffassung, dass die Serie die bipolare Störung in der ersten Staffel verantwortungsvoll, nuanciert und realistisch dargestellt sowie gezeigt habe, dass sie mit der richtigen Medikation effektiv bewältigt werden könne. Von der zweiten bis fünften Staffel jedoch sei die Krankheit hauptsächlich für dramatische und sensationalistische Zwecke eingesetzt und Carrie damit einhergehend als impulsiv, irrational, unvorhersehbar, labil, gefährlich und verwirrt gezeigt worden. Dies habe sich in jenen Staffeln durch ihre Waghalsigkeit, einen labilen Geist, einen Mangel an Handlungsfähigkeit und Autonomie sowie verstörende Bilder von unfreiwilliger Inhaftierung in psychiatrischen Einrichtungen geäußert. Wondemaghen widersprach damit auch ausdrücklich den Aussagen von Carrie-Darstellerin Claire Danes und Jamie Stiehm, der an der bipolaren Störung erkrankten Schwester der Drehbuchautorin Meredith Stiehm. Sie hatten vorher medial geäußert, dass Bipolarität in der Serie nicht nur ein Gimmick sei, sondern sich nahe an einer glänzenden und lebhaften Darstellung bewege und von „mehr Respekt“ vor der Krankheit geprägt sei.

### Islamfeindlichkeit und Orientalismus
Wiederholt gab es im Laufe der Erstausstrahlungsdauer Kritik mit dem Vorwurf gegen die Serie, islamophobe Klischees zu bedienen. Zum Beispiel kritisierte die Journalistin und Al-Jazeera-Produzentin Laila al-Arian 2012 im Magazin Salon.com Homeland scharf als „TV's most Islamophobic show“, als „islamfeindlichste Fernsehserie“. Sämtliche Stereotypen über den Islam und Muslime würden darin bekräftigt, und es würde „ad nauseam“ gezeigt, dass niemand vertrauenswürdig sei, der per Rasse oder Glaube als Muslim gekennzeichnet werde. Gegen die Kritik wandte sich auch der durch seinen Kampf gegen den islamischen Antisemitismus bekannte Autor Yair Rosenberg in einem Artikel, der bei The Atlantic erschien: Die Serie würde die Stereotypen bzw. Vorurteile der Zuschauer nicht bestätigen, sondern herausfordern. Es stimme nicht, dass alle Muslime und Araber in der Serie Terroristen oder von anderem schlechten Ruf seien, etwa weil es mit der Figur Danny Galvez auch einen libanesisch-muslimischen CIA-Mitarbeiter gebe, der sich einem Terrorangriff entgegenstelle.
Der in New York lehrende Politikwissenschaftler Joseph Massad kritisierte die Serie in einem Online-Beitrag für Al Jazeera und befand dabei ihre „rassische Struktur“ als Reflexion von „amerikanischen und israelischen Fantasien von antimuslimischem, amerikanischem Multikulturalismus“, etwa da der Jude Saul Berenson mit einer indischen, braunhäutigen Hindu verheiratet sei.
Besorgt über das touristische Bild des Libanon, kritisierte der libanesische Tourismusminister Faddy Abboud gegenüber der Nachrichtenagentur Associated Press 2012 unter anderem die Darstellung der Hamra Street in Beirut durch die Serie als nicht realitätsgetreu. Sie werde in der zweiten Episode der zweiten Staffel als von Milizen belagert dargestellt, obwohl sie in Wirklichkeit eine beliebte innerstädtische Gegend mit Cafés und Bars sei. Die Filmemacherin und Aktivistin Laura Durkay bekräftigte 2014 in der Washington Post die Kritiken von al-Arian und Abboud und meinte unter der Überschrift, Homeland sei die „scheinheiligste Fernsehserie“, weiter: Die Serie würde jegliche Manifestation des politischen Islam, von Arabern, Muslimen und dem ganzen Mittleren Osten zu einer monströsen, globalen, terroristischen Bedrohung vermischen, die es so in der Realität nicht gebe. Zum Beispiel impliziere die zweite Staffel eine Kooperation zwischen dem Terrornetzwerk al-Qaida und der Miliz Hisbollah, obwohl diese in der Realität in Konflikt zueinander stünden.
Vertreter des pakistanischen Staates beschwerten sich 2014 öffentlich über die Darstellung von Islamabad in der vierten Staffel unter anderem als „hässliches, ignorantes, terrorgeplagtes ‘Höllenloch’“.
Im Rahmen der Produktion der fünften Staffel bekamen drei Graffiti-Künstler in Berlin den Auftrag, ein Homeland-Filmset mittels Graffiti in arabischer Schrift authentisch und wie ein libanesisches Flüchtlingslager erscheinen zu lassen. Dass die Künstler mit den auf Häuserwänden geschaffenen Schriftzügen dann aber die Serie kritisierten, wurde den Homeland-Schöpfern – durch Mitteilungen von Zuschauern – erst bei der Erstausstrahlung der betreffenden Episode Drecksarbeit (The Tradition of Hospitality) bekannt. Die Graffiti bedeuten so viel wie „Homeland ist ein Schwindel“ und „Homeland ist rassistisch“ und dienten ihren Urhebern dazu, die Serie als „inakkurat, undifferenziert und hoch voreingenommen hinsichtlich der Darstellung von Arabern, Pakistanern und Afghanen“ anzuprangern, wie es in ihrer anschließenden, von der Washington Post zitierten Stellungnahme hieß.
Der US-amerikanische Medienwissenschaftler James Castonguay vertrat in einem 2015 erschienenen Essay die Ansicht, dass die Serie die Zuschauer zwar dazu anrege, ihre Vorurteile in Frage zu stellen, diese stereotypischen Annahmen letztlich aber bestätige. Beispielhaft dafür sei die Geschichte von Nicholas Brody, dessen Zuwendung zum Islam als Voraussetzung dafür gezeigt werde, ein Terrorist zu werden. Die Serie verwende die anfängliche Überraschung des Zuschauers darüber, einen weißen US-Marinesoldaten beim Verehren Allahs zu sehen, indem sie die stereotypische Annahme, Nicholas’ Glaube sei Anzeichen für einen Terroristen, vorwegnehme und widerlege. Letztendlich mache Homeland das vertraute Bild vom militanten muslimischen Terroristen erneut deutlich, verstärke es und erweitere es. Außerdem meinte Castonguay, dass Homeland ein signifikant schmaleres Spektrum an muslimischen und arabischen Figuren als 24 biete. Zudem erweitere die Serie problematischerweise das vertraute rassische und nationale Profil des muslimischen Terroristen über einen dunkelhäutigen, nahöstlichen männlichen Muslim hinaus und schließe auch afroamerikanische US-Marines und weiße Amerikanerinnen mit ein. Die Allgegenwärtigkeit des muslimischen Feindes in der Serie, aber auch die enge Zusammenarbeit des Homeland-Stabs mit der CIA, trügen zu einer ideologischen Arbeit bei, die die „aggressiven Antiterror-Maßnahmen“ der Obama-Regierung begünstige; Homeland funktioniere insofern als ein „Propaganda-Arm“ für von der Obama-Regierung geführte, sogenannte „schmutzige Kriege“.
Im Vorspann der Episoden der sechsten Staffel ist ein langer Satz aus dem Gedicht The Revolution Will Not Be Televised zu hören, welches von dem Dichter und Antirassismus-Aktivisten Gil Scott-Heron stammt. Zudem enthält der Vorspann Aussagen von Jeremy Scahill und Glenn Greenwald, zwei Mitherausgebern der publizistischen Webseite The Intercept, in denen es unter anderem um „Brutalität gegen Protestierende“ und um muslimische Gemeinden geht, die sich im Fokus von CIA und FBI befinden. Der Inhalt des Vorspanns veranlasste den Literaturwissenschaftler Brian T. Edwards zu den Interpretationen, Homeland reagiere mit der Staffel auf die erhaltene Kritik, wolle nun zeigen, nicht oder nicht mehr rassistisch zu sein, und schwenke zunehmend in die politisch linke Richtung ein. Als weitere Belege für seine Deutungen dienten Edwards die Handlung, in der Carrie Mathison muslimische Amerikaner gegen Stereotypisierung verteidigt, und die Entscheidung des Showrunners Gansa, den Professor Ramzi Kassem für die Staffel als Berater zu engagieren, nachdem Kassem die Serie wegen ihrer Darstellung von Muslimen öffentlich kritisiert hatte. Allerdings, so Edwards im Los Angeles Review of Books, betone die Staffel durch den Handlungsstrang um den „karikaturähnlichen“, muslimischen Schurken Majid Javadi jenen Orientalismus, den sie zu zerlegen versuche. Weiter meinte Edwards im März 2017, dass die Entwicklung von Homeland hin zu einer Einstellung, die sich gegen Racial Profiling richte, die Serie dem „demokratischen Mainstream“ zuordne. Dies sei vor dem Hintergrund des inländischen Widerstands gegen das Dekret der Trump-Regierung aus dem Januar 2017 zu verstehen, welches die Einreise aus sieben mehrheitlich muslimischen Staaten verbietet.

## Auszeichnungen
Die Serie wurde über 150-mal für Preise nominiert und über 40-mal prämiert. Dabei konzentrieren sich die Auszeichnungen auf die frühen Staffeln. Bei den Primetime Emmy Awards zum Beispiel entfallen circa die Hälfte der insgesamt 40 Nominierungen sowie alle acht Prämierungen auf die ersten beiden Staffeln (Stand: 3. August 2020). In der für dramatische Fernsehserien wichtigsten Kategorie Beste Dramaserie gewann die Serie den Emmy gleich für die erste Staffel (2012), für die Staffeln 2, 4 und 5 blieb es bei Nominierungen. Claire Danes, für jede der ersten fünf Staffeln als Beste Hauptdarstellerin in einer Dramaserie für den Emmy vorgeschlagen, gewann ihn für die ersten beiden Staffeln. Damian Lewis erhielt – bei insgesamt zwei Nominierungen – die Prämierung als bester Hauptdarsteller für die erste Staffel. Zwei Emmy-Prämierungen gab es überdies für das Beste Drehbuch in einer Dramaserie und je einen weiteren Emmy für den Bildschnitt und die Besetzung. 5-mal für einen Emmy nominiert wurde Lesli Linka Glatter für die Beste Regie, 4-mal nominiert wurde Mandy Patinkin als Bester Nebendarsteller.
Bei den Golden Globe Awards, die im Gegensatz zu den Emmys für das abgelaufene Kalenderjahr vergeben werden, war die Serie bei acht Nominierungen mit fünf Preisen erfolgreich. Von den Prämierungen entfallen je zwei auf die Kategorien Beste Dramaserie (2012, 2013) und – für Claire Danes – Beste Hauptdarstellerin in einer Dramaserie (ebenfalls 2012 und 2013); zudem erhielt Damian Lewis den Preis als Bester Hauptdarsteller in einer Dramaserie 2012.
Das American Film Institute nahm die Serie 2011, 2012 und 2015 in seine Liste der besten Serien des Jahres auf und nannte sie dabei zum Beispiel „a taut and timely tale of homeland insecurity“ (Deutsch: „eine straffe und zeitgemäße Erzählung über die Unsicherheit der Heimat“). Geehrt wurde die Serie überdies mit den Preisen der Gewerkschaften der Regisseure (acht Nominierungen / eine Prämierung), der künstlerischen Leiter (3 / 0), der Produzenten (3 / 1), der Schauspieler (13 / 1) und der Drehbuchautoren (7 / 3). Zu den weiteren US-amerikanischen Auszeichnungen gehören der TV Guide Award, der People’s Choice Award, der Humanitas-Preis, der Satellite Award, der Golden Reel Award, der Edgar Allan Poe Award sowie der Peabody Award, dessen Vergabe wie folgt begründet wurde:

“Combining a dense tangle of plot lines with complex characters, Homeland is a game of cat and mouse, a surprisingly compassionate psychological thriller and a Rorschach test of our post-9/11 doubts, fears and suspicions. For its tension-filled take on American life in the long wake of the war on terror, Homeland receives a Peabody award.”

„Als Kombination aus einem dichten Geflecht von Handlungssträngen mit komplexen Charakteren ist Homeland ein Katz-und-Maus-Spiel, ein überraschend anteilnehmender Psychothriller und ein Rorschachtest unserer Zweifel, Ängste und Verdächtigungen nach dem 11. September 2001. Für ihren spannungsvollen Blick auf das amerikanische Leben während der langen Nachwirkungen des Krieges gegen den Terror erhält Homeland einen Peabody Award.“

Auszeichnungen gab es auch aus anderen Ländern. Zu den Preisen, mit denen die Serie prämiert wurde, gehören der dänische Robert, der chinesische Magnolia Award und der britische Dagger Award.
Die Writers Guild of America führt Homeland in ihrer 2013 erschienenen Liste der 101 bestgeschriebenen Fernsehserien aller Zeiten auf dem 48. Platz. In der Rangliste der 100 besten Fernsehserien des 21. Jahrhunderts, 2021 durch die Kulturredaktion der BBC veröffentlicht, ist Homeland auf dem 46. Platz enthalten.

## Romane
Die Serie wurde für zwei Romane adaptiert, die beide vor Beginn der Handlung der Fernsehserie spielen:
- Andrew Kaplan: Carries Jagd, Heyne Verlag 2013, ISBN 978-3-453-26922-4 (Englisch: Carrie’s Run, Harper 2013)
- Andrew Kaplan: Sauls Plan, Cross Cult 2015, ISBN 978-3-86425-427-7 (Englisch: Saul’s Game, Harper 2014)